# جامعة سليمان ديميريل (كازاخستان)
جامعة سليمان ديميريل (بالكازاخية: Сүлейман Демирел атындағы Университет) هي جامعة تقع في ألماتي في كازاخستان. تأسست الجامعة في 17 ديسمبر 1996. وقد أخذت الجامعة اسمها نسبةً إلى السياسي التركي سليمان ديميريل والذي تولى منصبي رئيس الوزراء ورئيس الدولة سابقاً في تركيا.
والتخصصات المطروحة في الجامعة، هناك الاقتصاد والهندسة والقانون واللغتين الإنجليزية والكازاخية وآدابهما.

## وصلات خارجية
- الموقع الرسمي لجامعة سليمان ديميريل في كازاخستان